# Kraljevina Rumunjska
Kraljevina Rumunjska bila je povijesna rumunjska država, ustrojena kao parlamentarna monarhija. Postojala je od 13. ožujka 1881. do 30. prosinca 1947., a obilježile su je prva tri Ustava Rumunjske (1866., 1923., 1938.). Era kraljevine započinje vladavinom kralja Karlom I. od Rumunjske koji se izborio za rumunjsku neovisnost u Rumunjskom ratu za neovisnost. Kraj kraljevine stigao je abdikacijom zadnjega rumunjskog kralja Mihaela 30. prosinca 1947. Abdikaciju su sovjetske vlasti planirale u strogoj tajnosti.
Od 1859. do 1877., Rumunjska je iz personalne unije s dvjema vazalskim zemljama (Moldavijom i Vlaškom) spala pod vlast jednoga vladara iz dinastije Hohenzollerna. 1918., na kraju Prvoga svjetskog rata, Transilvanija, Besarabija i Bukovina ušle su u sastav Kraljevine Rumunjske, čineći tako "Veliku Rumunjsku". 1940. kada počinje rat u Rumunjskoj, Sjeverna Transilvanija, Besarabija i Južna Dobrudža date su Mađarskoj, Bugarskoj i Sovjetskom Savezu. SSSR je nakon rata zadržao Besarabiju, a Bugarska Južnu Dobrudžu, dok je samo Sjeverna Transilvanija oduzeta od Mađarske i vraćena Rumunjskoj. Nakon 30. prosinca 1947. u Rumunjskoj prestaje postojati kraljevina, a vlast uzimaju komunisti i njihova Komunistička partija Rumunjske.

## Ujedinjenje i početak monarhije
Tijekom Rusko-Rumunjsko-Turskog rata, Rumunjska je priznata kao neovisna država na Berlinskom kongresu 1878., te dobiva Dobrudžu, no biva prisiljena predati Južnu Besarabiju (Budžak) Rusiji. Karlo, prvi rumunjski kralj, za kralja biva okrunjen 1881.
Nova država, koju su stisnuli Osmanlijsko Carstvo, Rusko Carstvo i Austro-Ugarska, sa slavenskom populacijom na jugozapadu, na južnim i sjeveroistočnim granicama, i Crnim morem na istoku, te mađarskim susjedima na zapadnim i sjeverozapadnim granicama.
Rumunjska ulazi u Drugi balkanski rat protiv Bugarske u lipnju 1913. 330 000 rumunjskih vojnika pregazilo je Dunav i ulaze u Bugarsku. Jedna je armija okupirala Južnu Dobrudžu, dok je druga armija ratovala po sjevernoj Bugarskoj s ciljem da zauzmu Sofiju, želeći tako završiti rat. Rumunjska je dobila prostor Južne Dobrudže, kojeg je godinama željela.
Godine 1916. Rumunjska ulazi u Prvi svjetski rat na strani sila Antante, no postrojbe Njemačkog Carstva i Austrougarske brzo su je porazile. Rumunjska ulazi u sukob s Bugarskom, a bugarske su postrojbe nakon nekoliko uspješnih bitki preuzele Južnu Dobrudžu, koja je u zadnjem rumunjsko-bugarskom ratu oduzeta od Bugarske. Južna Dobrudža službeno postaje dijelom Bugarske sporazumom u Bukureštu i na Berlinskom kongresu. Iako rumunjska vojska nije imala vojnih uspjeha, na kraju rata Austro-Ugarska i Rusko Carstvo nestale su sa zemljovida. Vladajuća tijela u Transilvaniji, Besarabiji i Bukovini odabrala su ujedinjenje s Rumunjskom.